# Federación de Asociaciones de Periodistas de España
La Federación de Asociaciones de Periodistas de España (FAPE) es una organización profesional española. Integra 49 asociaciones federadas y 19 vinculadas, que suman cerca de 19.000 personas asociadas, lo que la convierte en la mayor organización profesional de periodistas de España. Como tal, se acoge a la Ley 19/1977, y se rige por los estatutos aprobados en su Asamblea General de Sevilla en 2008. Es miembro de la Federación Internacional de Periodistas (FIP). Tiene su sede en Madrid y edita, trimestralmente, la revista Periodistas.

## Historia
La FAPE nació el 19 de mayo de 1922 en Santander y su primera Asamblea se celebró el 6 de agosto del mismo año, bajo la presidencia del rey Alfonso XIII. Participaron representantes de las asociaciones de la prensa de Avilés, Badajoz, Barcelona, Bilbao, Burgos, Ciudad Real, Granada, Huelva, Huesca, León, Madrid, Santander, Sevilla, Valencia, Valladolid  y Zaragoza, que estuvieron reunidos durante cuatro días con miembros del Sindicato de Periodistas de Granada. Delegaron su representación las asociaciones de Alicante, Baleares, Castellón, Ceuta, Córdoba, La Coruña, Orense, Pamplona y Zamora. El 10 de agosto se eligió el primer Comité Ejecutivo de la Federación, presidido por Rufino Blanco y, dos días después, una conferencia de Eugenio d'Ors clausuró la Asamblea. Durante el Franquismo, la FAPE se convirtió en el órgano que otorgaba los carnets oficiales de periodista y llevaba un control de los profesionales que se dedicaban al periodismo.
En 1984 se produjo la XLIV Asamblea General en Santander, donde se refundó la asociación para consagrar los derechos de libertad de información y expresión reconocidos en la Constitución de 1978; para la acreditación de los periodistas y la defensa de su reputación, dignidad e intereses, y para el estímulo de la buena práctica profesional. En esta Asamblea, el presidente de la Asociación de la Prensa de Madrid, Luis Apostua, fue respaldado por las asociaciones de Barcelona, Málaga, Murcia, Oviedo, Santander, Tenerife, Valencia y Valladolid para ser elegido presidente de la FAPE.

## Órganos de Gobierno

### Asamblea General
Es el órgano máximo de Gobierno y está integrada por los representantes designados por cada asociación federada o vinculada. Está presidida por quien ostenta la presidencia de la Federación, auxiliado por la Junta Directiva. Se reúne con carácter ordinario una vez al año, y con carácter extraordinario cuando la convoque la Presidencia o alguna de las asociaciones federadas. Sus competencias son:
- Elegir a la Junta Directiva y nombrar, a propuesta de ésta, a los miembros de la Comisión de Garantías y Auditoría y de la Comisión de Arbitraje, Quejas y Deontología.
- Controlar las actuaciones de la Junta Directiva y aprobar el plan de actuación anual.
- Fijar las aportaciones económicas necesarias para el funcionamiento de la Federación.
- Aprobar o rechazar las cuentas anuales del ejercicio anterior, el presupuesto anual de ingresos y gastos y la memoria de las actividades de la Federación, a propuesta de la Junta Directiva.
- Aprobar o rechazar las modificaciones estatutarias y de reglamentos.
- Resolver las mociones de censura.
- Aceptar o rechazar las propuestas de la Junta Directiva para incorporar a la Federación asociaciones u organizaciones de periodistas, como federadas o vinculadas.

### Junta Directiva
Es el órgano ejecutivo permanente para la dirección y administración de la Federación, y vela por el cumplimiento de los estatutos y de los acuerdos de la Asamblea General, a la que da cuenta de su gestión. Cada cuatro años se procede, en Asamblea General, a la renovación de esta Junta. 
La Directiva de la FAPE (junio de 2017) está compuesta por:
- Presidente: Nemesio Rodríguez
- Secretaria general: María Jesús Chao
- Vicesecretario general: Carlos Sanz
- Vicepresidente1ª: Aurelio Martín
- Vicepresidenta 2ª: Carolina Fernández
- Vicepresidenta 3ª: Noa de la Torre
- Tesorero: David Corral
- Vocal: Luís Menéndez
- Vocal: Esther Aniento
- Vocal: Lucía Fraga
- Vocal: Dolores Gallardo
- Vocal: Mar Corral

### Presidencia
Recaerá en una persona perteneciente a una asociación federada que pueda acreditar el ejercicio de la profesión durante al menos diez años. La duración de su mandato nunca excederá los ocho.
Corresponde a la Presidencia representar a la Federación ante los distintos organismos, públicos o privados; convocar y presidir las asambleas generales, ordinarias y extraordinarias y las reuniones de la Junta Directiva, así como dirigir sus trabajos.
| Periodo             | Presidentes                 |
| ------------------- | --------------------------- |
| 1922-1926           | Rufino Blanco               |
| 1923                | Eugenio D'Ors Rovira        |
| 1926-1927           | Ignacio de L. Ribera        |
| 1928-1931           | José Francos Rodríguez      |
| 1944-1950           | José María Alfaro           |
| 1950-1951           | Víctor de la Serna          |
| 1955-1960           | Manuel Aznar                |
| 1960-1967           | Pedro Gómez Aparicio        |
| 1951-1955 1967-1977 | Lucio del Álamo             |
| 1978-1978           | Luis Blanco                 |
| 1978-1979           | Josep Pernau                |
| 1979-1983           | Luis María Anson            |
| 1983-1993           | Luis Apostua                |
| 1993-1994           | Antonio Petit               |
| 1994-2000           | Jesús de la Serna           |
| 2000-2004           | Alejandro Fernández Pombo   |
| 2004-2008           | Fernando González Urbaneja  |
| 2008-2010           | Magis Iglesias Bello        |
| 2010-2018           | Elsa González Díaz de Ponga |
| 2018                | Nemesio Rodríguez           |

## Comisión de Garantías y Auditoría
Se nombra cada cuatro años, de entre profesionales de reconocido prestigio y acreditada experiencia profesional, pertenecientes a asociaciones federadas, a propuesta de la Junta Directiva. Estará compuesta por cinco personas que desempeñarán la Presidencia, Vicepresidencia y tres vocalías. Esta Comisión será asistida por un representante de la Junta Directiva, que ejercerá la Secretaría de la misma. Quien ejerza la Presidencia de la Comisión de Garantías y Auditoría podrá asistir, con voz pero sin voto, a las reuniones de la Junta Directiva. Sus funciones son:
- Velar por el cumplimiento de los estatutos por parte de las asociaciones y organizaciones integradas en la Federación y actuar como enlace con la Comisión de Arbitraje, Quejas y Deontología.
- Comprobar la adecuación a los estatutos de las normas reguladoras de las asociaciones y organizaciones que soliciten su incorporación a la Federación.
- Resolver los recursos que pudieran plantearse durante el proceso electoral.
- Verificar y controlar los carnés emitidos por la Federación que acreditan la condición de periodista conforme a los requisitos exigidos en los estatutos.
- Resolver las solicitudes de ingreso que, con carácter excepcional, presenten las asociaciones de quienes no cumplan los requisitos señalados en los estatutos.

## Comisión de Arbitraje, Quejas y Deontología
Es el órgano de autocontrol deontológico interno de la profesión periodística. Actúa como autoridad moral, otorgada explícitamente por las asociaciones de la prensa y los periodistas en ellas afiliados, garantizando así el cumplimiento del Código Deontológico de la Federación. 
Los principios de actuación y organización de la Comisión de Arbitraje, Quejas y Deontología se recogen en el artículo 24 de los estatutos de la FAPE:
Artículo 24: La Comisión de Quejas y Deontología tiene como objeto conocer y resolver las cuestiones de deontología y ética periodísticas, conforme a su propio reglamento, por iniciativa propia o a petición de la propia Federación o de cualquier ciudadano. Sus integrantes serán nombrados por la Asamblea General de la FAPE, a propuesta de la Junta Directiva, en la forma y número que reglamentariamente se determine, entre personalidades pertenecientes al periodismo, al derecho, al mundo académico o a otras actividades relevantes de la vida social. La Comisión de Quejas y Deontología funcionará con plena independencia y autonomía competencial y de funciones, y será dotada económicamente tanto por la propia Federación como a través de la colaboración económica de instituciones y organizaciones que sean invitadas a dicha colaboración por la Federación.'

## Asociaciones Federadas
La FAPE cuenta actualmente con 49 asociaciones de periodistas y/o de la prensa de ámbito territorial federadas. Son las siguientes:
1. Asociación de Periodistas de Albacete
2. Asociación de Periodistas de la Provincia de Alicante
3. Asociación de Periodistas - Asociación de la Prensa de Almería
4. Asociación de Periodistas de Aragón
5. Asociación de la Prensa de Ávila
6. Asociación de la Prensa de Badajoz
7. Grupo de Periodistas Pi i Margall
8. Asociación de la Prensa de Burgos
9. Asociación de Periodistas de Cáceres
10. Asociación de la Prensa de Cádiz
11. Asociación de la Prensa de Campo de Gibraltar
12. Asociación de la Prensa de Cantabria
13. Asociación de Periodistas de Castellón (extinta)[2]
14. Asociación de la Prensa de Ceuta
15. Asociación de Periodistas de Ciudad Real
16. Asociación de la Prensa de Córdoba
17. Asociación de la Prensa de Cuenca
18. Asociación de Informadores de Elche
19. Asociación de la Prensa de Guadalajara
20. Asociación de la Prensa de Granada
21. Asociación de la Prensa de Huelva
22. Asociación de Periodistas de las Islas Baleares
23. Asociación de la Prensa de Jaén
24. Asociación de la Prensa de Jerez de la Frontera
25. Asociación de la Prensa de La Coruña
26. Asociación de la Prensa de La Rioja
27. Asociación de la Prensa de Lanzarote-Fuerteventura
28. Asociación de la Prensa de Las Palmas
29. Asociación de Periodistas de León
30. Asociación de la Prensa de Lugo
31. Asociación de la Prensa de Madrid
32. Asociación de la Prensa de Málaga
33. Asociación de la Prensa de Melilla
34. Asociación de la Prensa de Mérida
35. Asociación de Periodistas de Navarra
36. Asociación de la Prensa de Oviedo
37. Asociación Vasca de Periodistas - Euskal Kazetarien Elkartea
38. Asociación de la Prensa de Palencia
39. Asociación Salmantina de Periodistas
40. Asociación de la Prensa de Santa Cruz de Tenerife
41. Asociación de Periodistas de Santiago de Compostela
42. Asociación de la Prensa de Segovia
43. Asociación de la Prensa de Sevilla
44. Asociación de Profesionales de la Información de Soria
45. Asociación de Periodistas de Talavera de la Reina
46. Unió de Periodistes Valencians
47. Asociación Profesional de Periodistas Valencianos
48. Asociación de la Prensa de Valladolid
49. Asociación de la Prensa de Vigo
50. Asociación de la Prensa de Zamora

## Asociaciones Vinculadas
19 asociaciones de periodistas de carácter sectorial están vinculadas a la Federación de Asociaciones de Periodistas de España. Son estas (junio de 2018):
1. Asociación Española de Comunicación Científica (AECC)
2. Asociación de Comunicadores e Informadores Jurídicos (ACIJUR)
3. Asociación Española de Periodistas Deportivos (AEPD)
4. Asociación Española de Periodistas y escritores del Vino (AEPEV)
5. Asociación Nacional de Informadores Gráficos de Prensa y Televisión (ANIGP-TV)
6. Asociación Nacional de Informadores de la Salud (ANIS)
7. Asociación de Periodistas Agroalimentarios de España (APAE)
8. Asociación de Periodistas de Belleza (APB)
9. Asociación de Periodistas de Información Ambiental (APIA)
10. Asociación de Periodistas de Información Económica (APIE)
11. Asociación de Periodistas Parlamentarios (APP)
12. Asociación de Periodistas de Investigación (API)
13. Asociación de Corresponsales de Prensa Extranjera (ACPE)
14. Asociación de Periodistas Venezolanos en España (Venezuela Press)
15. Federación Española de Periodistas y Escritores de Turismo (FEPET)
16. Mujeres Periodistas del Mediterráneo (MPM)
17. Unión Católica de Informadores y Periodistas de España (UCIP-E)
18. Unión de Periodistas (UP)
19. Sociedad Española de Periodística (SEP)